# Triteisme
Triteisme és un terme teològic de l'heretgia dels que han ensenyat que en Déu no només hi ha tres persones, sinó tres essències, 3 substàncies divines i, per tant, tres déus. Quan alguns disputadors han volgut explicar el misteri de la Santíssima Trinitat sense consultar amb les Escriptures, sinó amb la tradició denominacional i dogmes doctrinals d'esglésies que es manegen per filosofies de concili, han donat gairebé sempre en un o altre extrem. Uns, per no semblar que suposaven tres déus, han caigut en el sabel·lianisme i han defensat que en Déu no hi ha més que una persona, el Pare, i que les altres dues no són més que dues denominacions o dos aspectes diferents de la divinitat. Altres, per evitar aquest error, han parlat de les tres persones com si fossin tres essències, 3 substàncies o tres natures diferents i així han vingut a ser triteistes.
La singularitat és que aquesta heretgia va tenir origen entre els eutiquians o monofisites, que no admetien més que una sola naturalesa en Jesucrist. Se suposa que el seu primer autor va ser Juan Acusnage, filòsof sirià, i va tenir com a principals sectaris a Conon, bisbe de Tars i Juan Filopono, gramàtic d'Alexandria. Com aquests dos últims es van dividir tocant a altres punts de doctrina, es van distingir els triteístas cononitas dels triteístas filoponitas. D'altra banda, Damian, bisbe d'Alexandria, va distingir l'essència divina de les tres persones i va negar que cadascuna d'elles, considerada en particular i amb abstracció de les altres dues, anés Déu. No obstant això, confessava que hi havia entre elles una naturalesa divina i una divinitat comuna, per la participació de la qual cada persona era Déu. Segons el seu punt de vista, Damian concebia a la divinitat com un tot, del qual cada persona no era més que una part. Malgrat això va tenir sequaços que es van dir damianistes.
Els arrians que negaven la divinitat del Verb i els macedonianos que no reconeixien la de l'Esperit Sant, no van deixar d'acusar de triteístas als catòlics que defensaven ambdues.